# Kotelský vrch
Kotelský vrch (498 m n. m.) je neovulkanický vrch v okrese Liberec Libereckého kraje, ležící asi 0,5 km VJV od vsi Kotel na stejnojmenném katastrálním území.

## Popis vrchu
Kotelský vrch je severním pokračováním vulkanicky podmíněného hřbetu Čertovy zdi. Vrchol a jeho nejbližší okolí je díky hustému zalesnění bez výhledu. U hranic lesa jsou na východě výhledy na Ještěd a Jelínku, na západě na Ralskou pahorkatinu a Lužické hory.

## Křížová cesta
Na Kotelský vrch vede stará křížová cesta vybudovaná v letech 1902 – 1904, resp. jen její pozůstatky. Betonové sloupky, jejichž niky jsou dnes prázdné, vedou od okraje Kotle, od obnovené kaple sv. Anny podél již zarostlé cesty při těžebním příkopu. Cesta končí kaplí na vrcholu kopce, jež je v dezolátním stavu. Existuje plán na obnovu této křížové cesty. O obnovu se snaží občanské sdružení Dubáci z Českého Dubu a okolí.

## Geomorfologické členění
Vrch náleží do celku Ralská pahorkatina, do podcelku Zákupská pahorkatina, do okrsku Kotelská vrchovina, do podokrsku Všelibická vrchovina.

## Přístup
Vrch leží severně od silnice II/278 (Osečná – Český Dub), ze které je nejrychlejší přístup od rozcestí Pod Čertovou zdí. Tímto rozcestím prochází modrá turistická stezka Čertova zeď – Kotel a žlutá stezka Osečná – Český Dub.